# Горњи Дејан
Горњи Дејан је насеље у Србији у општини Власотинце у Јабланичком округу. Према попису из 2022. било је 39 становника.
Насеље чине неколико планинских засеока и махала. Најзначаније махале у саставу Горњег Дејана су Ђорђине, Зимовиште и Преданча. Преданча се од средине шездесетих година XX века администаративно води као део села Златићево.
Село Горњи Дејан је повезано макадамским путем са Власотинцем преко села Доњи Дејан. Повољна клима омогућује сточарство и воћарство. Први мај је посебно обележаван са околним селима. Тај дан славио се на оближњем брдашцу уз игру и весеље.

## Историја
Дејан је веома старо насеље. Први насељеници су били сточари, који су се населили у лукама поред реке Власине у чобанским колибама. Порекло овог становништва је махом са Косова, Копаоника и насељавања Власине. По казивању Владимира Илића-Ваљаца (*1882) из Преданче први становници Дејана су дошли из Русије преко Карпата. Заједно са Црном Баром и Јаворјем Дејан је настарије село у овом делу Повласиња.
После насељавања чобана у лукама поред реке Власине, крчила се шума и стварали пашњаци. Један део сточара је крчећи шуму напустио луке поред реке Власине и населио се у Гарине. Ту, на планинској коси обраслој буковом шумом са леве стране реке Власине, близу села Свођа, засновано је прво насеље села Горњи Дејан. После ширења пашњака саграђено је село згуснутог типа на зараван. Насеље је окренуто сунчаној страни према планинском вису Букове главе, на надморској висини између 700 и 800 метара. У старим картама стоји као село Леново, данас је то само махала Левеново.
После Другог светског рата Дејанчани су имали велики број воденица на реци Бистрица. Били су познати као мајстори воденичари. Данас више воденица нема. Неке су већ срушене, а неке у коров зарасле. Једино су остале зидине, које подсећају на неко прошло време. Многи Дејанчани су због сиромаштва заједно са Равноделцима, Крушевљанима, Свођанима и Златићевцима одлазили у бербу жутог кукуруза у Војводини. При завршетку бербе дотеривали су пуне вагоне возовима до Лесковца, а потом камионима до села Бољаре и Крушевица. Одатле је до осталих села кукуруз превожен дрвеном сточном запрегом. Жута проја, која се правила од кукуруза, служила је прехрани породица овог планинског дела Повласиња.
Сиромаштво у овом крају је престало у највећој мери, када је бели хлеб заменио жуту проју на трпези. Појављивање приватника-предузимача седамдестих година XX века је допринело материјалном развоју овог краја. Мештани су као радници ишли у цигларску и зидарску печалбу у Хрватској, Босни, Македонији, Војводини и ужој Србији. Неки су постали мајстори зидари-предузимачи.
На другој страни је неколицина младих стекло високо образовање: наставници, учитељи, професори, инжењери и официри. Међу њима има доктора економских наука и републичких инспектора шумарства.
Овај крај је био слободољубив. Узимали су учешће у борби за ослобођење од Турака. Овде су јатаковали многи хајдуци тако има доста хајдучких кладанаца, хајдучких падина и других места са називима по именима хајдука. Дејанчани су ратовали у српским устаницима под Карађорђем, као и у Првом и Другом светском рату.

## Предања

### Легенде о предаји
Преданча је по првој легенди добила име по “предаји” српске војске у борби са Турцима на Беговој ливади код села Бољаре, јер на турском “преданџа“ значи предаја.
По казивањима Владимира Илића и Стојана Стојановића, друга легенда говори да је Преданча добила назив по предаји римљана у време најезде Срба као племена из Русије. Борбе су биле у Римском граду (оближњем локалном византијском утврђењу у VI/VII веку). На падинама Чуке је било тридесет до четрдесет кућа Римљана, док је римско гробље је било на коси Чуке са селом Златићево, са десне стране реке Бистрице. По причи су српска племена дошла из правца Грделице са ниским коњима. Мушкарци (Римљани) су убијени, док су жене ту остале. Због тога се жене чукинке зову Латинке (Римљанке).

### Легенда о косовском барјаку
У потесу Косаре од махале Чука према реци Бистрица између махале Преданча и села Јаворје постоји Бошков камен и српско гробље чија старост није испитана. Зато и кружи легенда у овом крају да је Бошко Југовић после боја на Косову, на коњу стигао рањен са барјаком у лукама села Дејан поред реке Власине. Ту су га овчари неговали, а барјак је предат тада цркви планинског села Добро Поље. По њему постоје махале Бошковци у Доњем Дејану и Златићеву, као и многа места у овом крају која носе његов назив. У овом планинском крају је било доста хајдука. Међу њима је био познат хајдук Стреља, Неша. Чак је јатаковао и хајдук Вељко Петровић из Неготинске крајине.

## Демографија
У насељу Горњи Дејан живи 180 пунолетних становника, а просечна старост становништва износи 46,9 година (44,2 код мушкараца и 49,6 код жена). У насељу има 80 домаћинстава, а просечан број чланова по домаћинству је 2,60.
Ово насеље је у потпуности насељено Србима (према попису из 2002. године), а у последња три пописа, примећен је пад у броју становника.
|  |

| Демографија | Демографија | Демографија |
| Година      | Становника  | Становника  |
| ----------- | ----------- | ----------- |
| 1948.       | 840         |             |
| 1953.       | 822         |             |
| 1961.       | 865         |             |
| 1971.       | 593         |             |
| 1981.       | 441         |             |
| 1991.       | 293         | 293         |
| 2002.       | 208         | 208         |
| 2011.       | 100         |             |
| 2022.       | 39          |             |

| Етнички састав према попису из 2002.‍ | Етнички састав према попису из 2002.‍ | Етнички састав према попису из 2002.‍ | Етнички састав према попису из 2002.‍ | Етнички састав према попису из 2002.‍ |
| ------------------------------------ | ------------------------------------ | ------------------------------------ | ------------------------------------ | ------------------------------------ |
|                                      |                                      |                                      |                                      |                                      |
| Срби                                 | Срби                                 |                                      | 208                                  | 100,0%                               |

| Година пописа     | 1948. | 1953. | 1961. | 1971. | 1981. | 1991. | 2002. |
| ----------------- | ----- | ----- | ----- | ----- | ----- | ----- | ----- |
| Број домаћинстава | 114   | 115   | 138   | 121   | 110   | 92    | 80    |

| Број чланова      | 1  | 2  | 3  | 4  | 5 | 6 | 7 | 8 | 9 | 10 и више | Просек |
| ----------------- | -- | -- | -- | -- | - | - | - | - | - | --------- | ------ |
| Број домаћинстава | 17 | 33 | 10 | 10 | 5 | 5 | 0 | 0 | 0 | 0         | 2,60   |

| Пол    | Укупно | Неожењен/Неудата | Ожењен/Удата | Удовац/Удовица | Разведен/Разведена | Непознато |
| ------ | ------ | ---------------- | ------------ | -------------- | ------------------ | --------- |
| Мушки  | 96     | 28               | 60           | 8              | 0                  | 0         |
| Женски | 91     | 4                | 60           | 27             | 0                  | 0         |
| УКУПНО | 187    | 32               | 120          | 35             | 0                  | 0         |

| Пол    | Укупно                    | Пољопривреда, лов и шумарство | Рибарство                            | Вађење руде и камена | Прерађивачка индустрија       |
| ------ | ------------------------- | ----------------------------- | ------------------------------------ | -------------------- | ----------------------------- |
| Мушки  | 59                        | 3                             | 0                                    | 0                    | 5                             |
| Женски | 26                        | 25                            | 0                                    | 0                    | 0                             |
| УКУПНО | 85                        | 28                            | 0                                    | 0                    | 5                             |
| Пол    | Производња и снабдевање   | Грађевинарство                | Трговина                             | Хотели и ресторани   | Саобраћај, складиштење и везе |
| Мушки  | 0                         | 47                            | 1                                    | 0                    | 0                             |
| Женски | 0                         | 0                             | 0                                    | 0                    | 0                             |
| УКУПНО | 0                         | 47                            | 1                                    | 0                    | 0                             |
| Пол    | Финансијско посредовање   | Некретнине                    | Државна управа и одбрана             | Образовање           | Здравствени и социјални рад   |
| Мушки  | 0                         | 0                             | 1                                    | 1                    | 0                             |
| Женски | 0                         | 0                             | 0                                    | 1                    | 0                             |
| УКУПНО | 0                         | 0                             | 1                                    | 2                    | 0                             |
| Пол    | Остале услужне активности | Приватна домаћинства          | Екстериторијалне организације и тела | Непознато            | Непознато                     |
| Мушки  | 0                         | 0                             | 0                                    | 1                    | 1                             |
| Женски | 0                         | 0                             | 0                                    | 0                    | 0                             |
| УКУПНО | 0                         | 0                             | 0                                    | 1                    | 1                             |

### Порекло и генеалогија
Генеалогија и презимена првих насељеника:
- Горњи Дејан:

Бировци (презимена Ранђеловић, Богдановић, Стојчић, Величковић), Млачеве (Петровић, Павловић, Младеновић, Крстић), Гргинци (Петровић, Брајковић, Станојевић), Клетиште (Тасићи, Златковићи), Левенове (Златковићи, Павловићи) Совчина(презиме Игњатовић). Мештани су православне вероисповести, а славе се Свети Никола и Свети Ђорђе. Многе фамилије су се преселиле у Власотинце, Аранђеловац, Велику Плану, Лесковац и Београд.
- Ђорђине:

Млаџинска (Млаџинци) из Црне Баре/Бориног Дола, данашњи Ђурићи. Миљинска фамилија из Кривог дела, Дојчиновићи из Кривог Дела/Гаре, Крпузовци, Гуњинци.
- Зимовиште:

Неки сточари су кренули из села Бољара, а пре тога са Косова, а други су пре тога били насељени поред реке Власине у лукама. Од тих фамилија из Доњег Дејана (Бошковци) су Николини и Станковић у Зимовишту.
- Преданча:

Спасинци (Андрејевићи, Петровићи, Јовановићи), Гмитринци-Ђуконци (по баба Ђуки: Младеновићи и Илићи од Младена), Цадаровци (Стојановићи), Ивје (Станчићи) и Крпузовци (Ђорђевићи у Равништу и Илићи у Ивју), Младеновићи (пореклом из Златићева) и Петковићи (пореклом из Јаворја) у Багровиту.

### Махале Ђорђине и Зимовиште
Махала Ђорђине је добила назив по Ђорђу који се призетио из Црне Баре.
Зимовиште је на благој падини заравне села Горњи Дејан, поред просеченог пута Доњи Дејан—Златићево. Ту су сточари презимили и засновали насеље, јер је заклоњено од ветрова. Колибе су држали у Чукару, преко реке Бистрице, у подножју планинског засеока Преданча.

### Махала Преданча
Планинска махала Преданча заснована је негде почетком 19. века од чобана из Горњег Дејана. Они су имали колибе, прво у подножју, на месту звано Чукар. Чобани су саградили колибе на падинама садашњег села, а потом колибе доградили у куће. Засеоци Преданче су: Пи (по језерцу за испирање руде) Равниште, Међак, Преслап, Ивје и Багровит.
Негде 1897. у Преданчи је било пет кућа покривених сламом. Прва кућа је покривена ћеремидом 1912. године.
Преданча је повезана макадамским путем преко села Равни Дел са Власотинцем. Колски пут преко воденице за село Златићево, којим су деца некад ишла у школу, је потпуно зарастао шумом.
Преданча је била позната по воденицама и ваљавицама. Најпознатији воденичари и ваљаци биле су три генерације Илића. Воденичари су млели жито на воденицама реке Бистрице и на речицама Мала река и Грацка. У простору између Доњег Дејана, Ђорђина, Преданче до Јаворја било је некада на рекама и планинским потоцима преко триста воденица. Данас су само две у повременој употреби: једна у Ђорђину и једна у Доњем Дејану.
Околина Преданче је обрасла буковом шумом. Некада су коришћене букве за ћумурџијски занат, које се развијао због оближњих ковачких радњи. На многим местима има остатака тог заната у виду ”стетина”. У околини Дејана су Турци рудовали па има остатака шљаке и копаних ровина.
На заравном делу Преданче је био “крст”-обележје, али је срушен од стране комуниста. Ту код крста су се славиле сеоске литије у време верских празника. То пре свега важи за Марков дан али махом се славио Свети Ђорђе, Свети Никола и Свети Ранђел. После Другог светског рата, преданчани су славили други мај и одржаван је сабор за околна села на месту Преслап. Ту је данас обележје “дрвеног крста”, али се окупља мали број људи, јер су исељена сва околна места и само живе искључиво старачка домаћинства.

## Инфраструктура
Село је електрифицирано, постоји и водовод са водом из планинског извора са падина Букове Главе. У селу постоји продавница и задружни дом, где су зими организоване игранке и прославе за време државних празника у бившој Југославији.
У махали Преданчи су постојале црепане на којима је израђиван цреп бибер после Другог светског рата. Најпознатији црепари су били: Стојан и Јордан Стојановић, Светозар Илић, Војислав Илић, Станија и Данил Илић, Лазар Јовановић. Махом се живело од печалбарско цигларског заната, тако су циглари ишли и у Влашко.
За време Првог балканског рата постојала је и ћеримиџијска радња Стојана Версуле. Касније је премештена у Ивје и у Нешчево гумно. Цреп и ћеремида су на коњима ношени и продавани у црнотравском крају. Данас становници живе претежно од зидарске печалбе.
Горњи Дејан је некад имао кројачку и столарску радњу. Снабдевање животним намирницама је отежано јер постоји само једна продавница. Тако мештани за набавке прече иду у оближњи Доњи Дејан. Лекарске услуге сељани користе више километара далеко у селу Свође.

## Образовање
Због миграција у град је основна школа, основана 1958, пред затварањем. Први учитељ је био Љубиша Поповић. Школа је обухватала рејон Горњег Дејана, Преданче, Ђорђина и Златићева. Касније, отварањем школе у Златићеву, деца из Преданче су похађала ту школску установу.

## Познате личности
- Славиша Стојановић, словеначки фудбалски тренер